# Ligue A 2016-2017 (maschile)
La Ligue A 2016-2017 si è svolta dal 20 ottobre 2016 al 6 maggio 2017: al torneo hanno partecipato dodici squadre di club francesi e la vittoria finale è andata per la prima volta allo Chaumont.

## Regolamento

### Formula
Le squadre hanno disputato un girone all'italiana, con gare di andata e ritorno, per un totale di ventidue giornate; al termine della regular season:
- Le prime otto classificate hanno acceduto ai play-off scudetto, strutturati in quarti di finale, semifinali, entrambe giocate al meglio di due vittorie su tre gare, e finale, giocata in gara unica.
- L'undicesima classificata ha acceduto ai play-off promozione della Ligue B, strutturati in quarti di finale, semifinali, entrambe giocate al meglio di due vittorie su tre gare, e finale, giocata in gara unica: se la vincitrice è stata la squadra di Ligue A questa rimane in Ligue A, invece se la vincitrice è stata una squadra Ligue B questa è promossa in Ligue A, mentre la squadra di Ligue A è retrocessa in Ligue B.
- L'ultima classificata è retrocessa in Ligue B.

### Criteri di classifica
Se il risultato finale è stato di 3-0 o 3-1 sono stati assegnati 3 punti alla squadra vincente e 0 a quella sconfitta, se il risultato finale è stato di 3-2 sono stati assegnati 2 punti alla squadra vincente e 1 a quella sconfitta.
L'ordine del posizionamento in classifica è stato definito in base a:
- Punti;
- Numero di partite vinte;
- Ratio dei set vinti/persi;
- Ratio dei punti realizzati/subiti.

## Squadre partecipanti
Al campionato di Ligue A 2016-17 hanno partecipato dodici squadre: quella neopromossa dalla Ligue B è stato il Nice Volley-Ball, vincitrice dei play-off promozione; una squadra che ha avuto il diritto di partecipazione, ossia il Beauvais Oise Université Club, è stato escluso per inadempienze finanziarie: al posto di questa è stato ripescato il Narbonne Volley.
| Club              | Città       | Palazzetto                              | Stagione precedente                               |
| ----------------- | ----------- | --------------------------------------- | ------------------------------------------------- |
| Arago de Sète     | Sète        | Halle des Sports Louis Marty Sète       | 1ª in Ligue A; Finale play-off scudetto           |
| Cannes            | Cannes      | Palais des Victoires Cannes             | 10ª in Ligue A                                    |
| Chaumont          | Chaumont    | Salle Jean-Masson Chaumont              | 3ª in Ligue A; Quarti di finale play-off scudetto |
| Gazélec Ajaccio   | Ajaccio     | U Palatinu Ajaccio                      | 5ª in Ligue A; Semifinali play-off scudetto       |
| Montpellier       | Montpellier | Palais des Sports Coubertin Montpellier | 11ª in Ligue A                                    |
| Nantes            | Nantes      | Gymnase Arthur Dugast Rezé              | 7ª in Ligue A Quarti di finale play-off scudetto  |
| Narbonne          | Narbona     | Palais du Travail Narbona               | 13ª in Ligue A                                    |
| Nice              | Nizza       | Salle Palmeira-Gianmarchi Nizza         | 2ª in Ligue B; Vincitrice play-off promozione     |
| Paris             | Parigi      | Salle Charléty Parigi                   | 6ª in Ligue A; Campione di Francia                |
| Spacer's Toulouse | Tolosa      | Palais des Sports André-Brouat Tolosa   | 4ª in Ligue A; Quarti di finale play-off scudetto |
| Stade Poitevin    | Poitiers    | Salle Frédéric Lawson-Body Poitiers     | 8ª in Ligue A Quarti di finale play-off scudetto  |
| Tours             | Tours       | Salle Robert-Grenon Tours               | 2ª in Ligue A; Semifinali play-off scudetto       |

## Torneo

### Regular season

#### Risultati
| Prima giornata |                            |     |                                   |
|                |                            |     |                                   |
| 20-10          | Gazélec Ajaccio-Nantes     | 3-1 | 21-25, 25-19, 25-16, 25-23        |
| 21-10          | Nice-Paris                 | 0-3 | 17-25, 13-25, 11-25               |
| 21-10          | Tours-Chaumont             | 3-0 | 25-20, 25-20, 25-19               |
| 22-10          | Cannes-Stade Poitevin      | 1-3 | 25-18, 21-25, 25-27, 19-25        |
| 22-10          | Arago de Sète-Montpellier  | 2-3 | 20-25, 25-17, 25-15, 22-25, 16-18 |
| 23-10          | Narbonne-Spacer's Toulouse | 0-3 | 21-25, 21-25, 19-25               |

| Seconda giornata |                              |     |                                   |
|                  |                              |     |                                   |
| 26-10            | Montpellier-Nice             | 3-0 | 25-22, 25-18, 25-22               |
| 27-10            | Nantes-Narbonne              | 3-0 | 25-17, 32-30, 25-22               |
| 29-10            | Stade Poitevin-Arago de Sète | 3-0 | 25-18, 25-19, 25-18               |
| 29-10            | Spacer's Toulouse-Tours      | 3-2 | 25-23, 23-25, 25-22, 23-25, 15-13 |
| 29-10            | Chaumont-Gazélec Ajaccio     | 3-0 | 25-23, 25-23, 25-18               |
| 29-10            | Paris-Cannes                 | 1-3 | 25-21, 22-25, 23-25, 23-25        |

| Terza giornata |                                   |     |                                   |
|                |                                   |     |                                   |
| 03-11          | Stade Poitevin-Montpellier        | 1-3 | 29-31, 25-15, 17-25, 24-26        |
| 03-11          | Gazélec Ajaccio-Spacer's Toulouse | 3-1 | 25-15, 23-25, 25-23, 25-19        |
| 03-11          | Cannes-Chaumont                   | 0-3 | 15-25, 21-25, 22-25               |
| 04-11          | Nice-Narbonne                     | 3-0 | 25-20, 25-20, 25-16               |
| 04-11          | Arago de Sète-Paris               | 3-2 | 20-25, 25-21, 25-22, 20-25, 15-11 |
| 05-11          | Tours-Nantes                      | 3-2 | 23-25, 23-25, 25-23, 25-23, 16-14 |

| Quarta giornata |                             |     |                                   |
|                 |                             |     |                                   |
| 10-11           | Spacer's Toulouse-Nice      | 3-1 | 25-18, 21-25, 29-27, 26-24        |
| 11-11           | Paris-Stade Poitevin        | 3-1 | 25-23, 19-25, 25-23, 25-23        |
| 12-11           | Narbonne-Tours              | 2-3 | 25-20, 25-21, 21-25, 19-25, 11-15 |
| 12-11           | Nantes-Cannes               | 3-0 | 25-20, 25-23, 25-22               |
| 12-11           | Chaumont-Arago de Sète      | 3-0 | 26-24, 25-19, 33-31               |
| 13-11           | Montpellier-Gazélec Ajaccio | 3-1 | 25-20, 25-19, 22-25, 25-21        |

| Quinta giornata |                                  |     |                                   |
|                 |                                  |     |                                   |
| 16-11           | Gazélec Ajaccio-Narbonne         | 3-2 | 25-21, 20-25, 25-23, 19-25, 15-11 |
| 18-11           | Nice-Tours                       | 3-2 | 25-18, 19-25, 22-25, 25-22, 16-14 |
| 19-11           | Stade Poitevin-Spacer's Toulouse | 0-3 | 24-26, 23-25, 23-25               |
| 19-11           | Paris-Chaumont                   | 2-3 | 25-20, 32-30, 20-25, 20-25, 13-15 |
| 20-11           | Cannes-Montpellier               | 0-3 | 23-25, 23-25, 23-25               |
| 23-11           | Arago de Sète-Nantes             | 3-0 | 25-23, 25-16, 25-21               |

| Sesta giornata |                          |     |                                   |
|                |                          |     |                                   |
| 24-11          | Tours-Gazélec Ajaccio    | 3-1 | 25-17, 26-28, 25-18, 25-14        |
| 25-11          | Spacer's Toulouse-Cannes | 1-3 | 23-25, 25-22, 22-25, 22-25        |
| 26-11          | Narbonne-Arago de Sète   | 0-3 | 17-25, 21-25, 21-25               |
| 26-11          | Chaumont-Stade Poitevin  | 3-2 | 20-25, 21-25, 25-20, 25-22, 21-19 |
| 26-11          | Montpellier-Paris        | 3-2 | 20-25, 25-23, 25-20, 20-25, 25-23 |
| 26-11          | Nantes-Nice              | 1-3 | 25-19, 19-25, 23-25, 23-25        |

| Settima giornata |                                 |     |                                   |
|                  |                                 |     |                                   |
| 02-12            | Cannes-Narbonne                 | 3-0 | 25-23, 25-18, 25-19               |
| 02-12            | Chaumont-Montpellier            | 3-0 | 25-19, 25-14, 25-18               |
| 02-12            | Nice-Gazélec Ajaccio            | 3-1 | 18-25, 25-23, 25-20, 25-23        |
| 02-12            | Paris-Tours                     | 3-0 | 27-25, 25-23, 30-28               |
| 03-12            | Stade Poitevin-Nantes           | 3-2 | 25-20, 23-25, 21-25, 25-15, 15-13 |
| 03-12            | Arago de Sète-Spacer's Toulouse | 3-1 | 25-18, 25-19, 26-28, 25-23        |

| Ottava giornata |                               |     |                                  |
|                 |                               |     |                                  |
| 09-12           | Nice-Stade Poitevin           | 3-2 | 16-25, 28-30, 25-18, 26-24, 15-9 |
| 10-12           | Spacer's Toulouse-Montpellier | 3-1 | 25-23, 21-25, 35-33, 26-24       |
| 10-12           | Narbonne-Chaumont             | 2-3 | 25-22, 25-23, 14-25, 18-25, 8-15 |
| 10-12           | Nantes-Paris                  | 0-3 | 25-27, 21-25, 13-25              |
| 10-12           | Tours-Cannes                  | 3-0 | 25-17, 25-21, 25-13              |
| 10-12           | Gazélec Ajaccio-Arago de Sète | 3-1 | 25-13, 23-25, 26-24, 25-16       |

| Nona giornata |                                |     |                                   |
|               |                                |     |                                   |
| 16-12         | Cannes-Nice                    | 3-2 | 22-25, 33-31, 25-14, 24-26, 15-11 |
| 17-12         | Paris-Narbonne                 | 3-0 | 25-19, 25-20, 25-21               |
| 17-12         | Montpellier-Nantes             | 3-0 | 25-20, 25-22, 25-20               |
| 17-12         | Chaumont-Spacer's Toulouse     | 3-0 | 25-17, 25-20, 25-20               |
| 17-12         | Arago de Sète-Tours            | 1-3 | 18-25, 25-27, 25-23, 21-25        |
| 18-12         | Stade Poitevin-Gazélec Ajaccio | 2-3 | 30-28, 28-30, 25-19, 16-25, 13-15 |

| Decima giornata |                         |     |                                   |
|                 |                         |     |                                   |
| 28-12           | Spacer's Toulouse-Paris | 2-3 | 25-20, 25-23, 16-25, 21-25, 11-15 |
| 28-12           | Narbonne-Montpellier    | 0-3 | 23-25, 30-32, 23-25               |
| 28-12           | Nice-Arago de Sète      | 0-3 | 18-25, 22-25, 21-25               |
| 28-12           | Gazélec Ajaccio-Cannes  | 3-1 | 27-25, 25-27, 25-19, 25-23        |
| 28-12           | Nantes-Chaumont         | 0-3 | 27-29, 18-25, 20-25               |
| 28-12           | Tours-Stade Poitevin    | 3-0 | 25-12, 25-19, 25-18               |

| Undicesima giornata |                          |     |                                   |
|                     |                          |     |                                   |
| 05-01               | Chaumont-Nice            | 3-1 | 25-27, 25-19, 25-13, 25-19        |
| 07-01               | Stade Poitevin-Narbonne  | 3-0 | 25-16, 25-22, 25-20               |
| 07-01               | Montpellier-Tours        | 3-2 | 22-25, 25-21, 19-25, 25-21, 15-13 |
| 07-01               | Paris-Gazélec Ajaccio    | 3-1 | 25-23, 19-25, 25-23, 25-23        |
| 08-01               | Spacer's Toulouse-Nantes | 3-0 | 25-21, 25-16, 25-15               |
| 08-01               | Arago de Sète-Cannes     | 1-3 | 18-25, 30-28, 17-25, 21-25        |

| Dodicesima giornata |                              |     |                                   |
|                     |                              |     |                                   |
| 12-01               | Arago de Sète-Stade Poitevin | 0-3 | 19-25, 17-25, 25-27               |
| 13-01               | Nice-Montpellier             | 1-3 | 21-25, 22-25, 30-28, 21-25        |
| 13-01               | Tours-Spacer's Toulouse      | 3-2 | 22-25, 25-21, 25-23, 19-25, 15-13 |
| 14-01               | Cannes-Paris                 | 0-3 | 18-25, 29-31, 16-25               |
| 14-01               | Narbonne-Nantes              | 0-3 | 20-25, 23-25, 14-25               |
| 14-01               | Gazélec Ajaccio-Chaumont     | 3-2 | 21-25, 25-23, 25-15, 20-25, 15-10 |

| Tredicesima giornata |                                   |     |                                   |
|                      |                                   |     |                                   |
| 19-01                | Narbonne-Nice                     | 0-3 | 19-25, 22-25, 26-28               |
| 21-01                | Spacer's Toulouse-Gazélec Ajaccio | 2-3 | 23-25, 25-21, 22-25, 25-20, 17-19 |
| 21-01                | Montpellier-Stade Poitevin        | 3-2 | 23-25, 25-18, 25-17, 31-33, 15-10 |
| 21-01                | Nantes-Tours                      | 0-3 | 20-25, 14-25, 21-25               |
| 22-01                | Chaumont-Cannes                   | 3-1 | 25-23, 23-25, 25-23, 25-21        |
| 22-01                | Paris-Arago de Sète               | 3-2 | 19-25, 25-14, 25-23, 22-25, 15-13 |

| Quattordicesima giornata |                             |     |                            |
|                          |                             |     |                            |
| 27-01                    | Tours-Narbonne              | 3-1 | 25-15, 22-25, 25-16, 25-19 |
| 27-01                    | Stade Poitevin-Paris        | 3-1 | 28-26, 24-26, 25-23, 25-18 |
| 27-01                    | Nice-Spacer's Toulouse      | 3-1 | 24-26, 26-24, 26-24, 25-16 |
| 28-01                    | Cannes-Nantes               | 0-3 | 23-25, 17-25, 28-30        |
| 28-01                    | Gazélec Ajaccio-Montpellier | 1-3 | 20-25, 25-18, 19-25, 20-25 |
| 28-01                    | Arago de Sète-Chaumont      | 0-3 | 21-25, 27-29, 16-25        |

| Quindicesima giornata |                                  |     |                                   |
|                       |                                  |     |                                   |
| 03-02                 | Montpellier-Cannes               | 3-2 | 26-24, 25-21, 28-30, 19-25, 15-13 |
| 03-02                 | Spacer's Toulouse-Stade Poitevin | 3-2 | 25-18, 20-25, 25-22, 18-25, 23-21 |
| 04-02                 | Chaumont-Paris                   | 2-3 | 31-33, 25-21, 25-27, 25-18, 14-16 |
| 04-02                 | Tours-Nice                       | 3-2 | 19-25, 32-30, 16-25, 25-19, 15-9  |
| 04-02                 | Nantes-Arago de Sète             | 3-0 | 25-19, 25-15, 25-20               |
| 04-02                 | Narbonne-Gazélec Ajaccio         | 3-2 | 25-22, 22-25, 32-30, 20-25, 15-12 |

| Sedicesima giornata |                          |     |                                   |
|                     |                          |     |                                   |
| 10-02               | Stade Poitevin-Chaumont  | 1-3 | 19-25, 25-22, 14-25, 20-25        |
| 11-02               | Cannes-Spacer's Toulouse | 2-3 | 26-28, 25-20, 24-26, 28-26, 20-22 |
| 11-02               | Arago de Sète-Narbonne   | 3-1 | 22-25, 25-19, 25-15, 25-22        |
| 11-02               | Paris-Montpellier        | 1-3 | 22-25, 31-29, 26-28, 18-25        |
| 11-02               | Gazélec Ajaccio-Tours    | 2-3 | 22-25, 25-23, 18-25, 25-18, 10-15 |
| 12-02               | Nice-Nantes              | 3-1 | 25-19, 25-17, 21-25, 25-21        |

| Diciassettesima giornata |                                 |     |                                   |
|                          |                                 |     |                                   |
| 17-02                    | Narbonne-Cannes                 | 1-3 | 23-25, 25-20, 20-25, 20-25        |
| 18-02                    | Spacer's Toulouse-Arago de Sète | 3-2 | 25-27, 25-21, 22-25, 25-17, 15-10 |
| 18-02                    | Montpellier-Chaumont            | 3-2 | 24-26, 25-18, 23-25, 25-22, 15-11 |
| 18-02                    | Tours-Paris                     | 2-3 | 25-21, 19-25, 25-22, 26-28, 10-15 |
| 18-02                    | Nantes-Stade Poitevin           | 0-3 | 14-25, 26-28, 22-25               |
| 19-02                    | Gazélec Ajaccio-Nice            | 3-0 | 29-27, 25-18, 25-22               |

| Diciottesima giornata |                               |     |                                   |
|                       |                               |     |                                   |
| 23-02                 | Paris-Nantes                  | 2-3 | 22-25, 25-23, 25-21, 22-25, 20-22 |
| 24-02                 | Chaumont-Narbonne             | 3-0 | 25-23, 28-26, 25-23               |
| 24-02                 | Montpellier-Spacer's Toulouse | 3-0 | 25-18, 31-29, 25-17               |
| 24-02                 | Cannes-Tours                  | 0-3 | 23-25, 17-25, 18-25               |
| 25-02                 | Stade Poitevin-Nice           | 0-3 | 18-25, 10-25, 21-25               |
| 25-02                 | Arago de Sète-Gazélec Ajaccio | 2-3 | 20-25, 25-21, 25-18, 17-25, 12-15 |

| Diciannovesima giornata |                                |     |                                   |
|                         |                                |     |                                   |
| 03-03                   | Nice-Cannes                    | 2-3 | 25-15, 25-21, 23-25, 22-25, 13-15 |
| 03-03                   | Nantes-Montpellier             | 3-0 | 25-23, 25-17, 25-22               |
| 04-03                   | Narbonne-Paris                 | 0-3 | 24-26, 28-30, 21-25               |
| 04-03                   | Spacer's Toulouse-Chaumont     | 0-3 | 20-25, 17-25, 23-25               |
| 05-03                   | Tours-Arago de Sète            | 3-1 | 25-22, 25-19, 22-25, 25-23        |
| 05-03                   | Gazélec Ajaccio-Stade Poitevin | 3-2 | 25-22, 21-25, 21-25, 25-17, 16-14 |

| Ventesima giornata |                         |     |                                   |
|                    |                         |     |                                   |
| 18-03              | Chaumont-Nantes         | 1-3 | 20-25, 24-26, 25-23, 24-26        |
| 18-03              | Cannes-Gazélec Ajaccio  | 2-3 | 27-29, 25-23, 25-12, 20-25, 6-15  |
| 18-03              | Stade Poitevin-Tours    | 3-2 | 15-25, 25-22, 26-24, 24-26, 15-11 |
| 18-03              | Montpellier-Narbonne    | 3-0 | 25-17, 25-17, 25-17               |
| 18-03              | Paris-Spacer's Toulouse | 1-3 | 20-25, 23-25, 25-21, 16-25        |
| 18-03              | Arago de Sète-Nice      | 3-1 | 25-18, 33-31, 26-28, 25-17        |

| Ventunesima giornata |                          |     |                                   |
|                      |                          |     |                                   |
| 24-03                | Nice-Chaumont            | 1-3 | 19-25, 25-22, 19-25, 20-25        |
| 24-03                | Nantes-Spacer's Toulouse | 0-3 | 21-25, 23-25, 20-25               |
| 24-03                | Narbonne-Stade Poitevin  | 3-1 | 25-17, 25-21, 19-25, 25-22        |
| 24-03                | Tours-Montpellier        | 3-2 | 19-25, 25-19, 25-22, 24-26, 15-11 |
| 24-03                | Cannes-Arago de Sète     | 3-2 | 25-27, 27-25, 25-19, 20-25, 15-8  |
| 24-03                | Gazélec Ajaccio-Paris    | 2-3 | 26-24, 30-28, 23-25, 23-25, 13-15 |

| Ventiduesima giornata |                            |     |                                   |
|                       |                            |     |                                   |
| 21-03                 | Montpellier-Arago de Sète  | 3-1 | 23-25, 25-19, 27-25, 25-15        |
| 21-03                 | Nantes-Gazélec Ajaccio     | 0-3 | 23-25, 18-25, 17-25               |
| 21-03                 | Paris-Nice                 | 1-3 | 25-19, 19-25, 23-25, 23-25        |
| 21-03                 | Stade Poitevin-Cannes      | 3-0 | 25-19, 25-16, 25-16               |
| 21-03                 | Spacer's Toulouse-Narbonne | 1-3 | 26-28, 19-25, 25-13, 22-25        |
| 21-03                 | Chaumont-Tours             | 3-2 | 21-25, 20-25, 29-27, 25-17, 15-11 |

#### Classifica
| Pos. | Squadra           | Pt | G  | V  | P  | SV | SP | Ratio | PF    | PS    | Ratio |
| ---- | ----------------- | -- | -- | -- | -- | -- | -- | ----- | ----- | ----- | ----- |
| 1.   | Chaumont          | 50 | 22 | 17 | 5  | 58 | 27 | 2.148 | 2 006 | 1 820 | 1.102 |
| 2.   | Montpellier       | 49 | 22 | 18 | 4  | 57 | 30 | 1.900 | 2 046 | 1 935 | 1.057 |
| 3.   | Tours             | 45 | 22 | 15 | 7  | 57 | 37 | 1.541 | 2 126 | 1 963 | 1.083 |
| 4.   | Paris             | 38 | 22 | 13 | 9  | 52 | 39 | 1.333 | 2 117 | 2 044 | 1.036 |
| 5.   | Gazélec Ajaccio   | 35 | 22 | 13 | 9  | 50 | 45 | 1.111 | 2 126 | 2 084 | 1.020 |
| 6.   | Spacer's Toulouse | 32 | 22 | 11 | 11 | 44 | 44 | 1.000 | 2 003 | 2 015 | 0.994 |
| 7.   | Nice              | 31 | 22 | 10 | 12 | 41 | 45 | 0.911 | 1 920 | 1 966 | 0.977 |
| 8.   | Stade Poitevin    | 31 | 22 | 9  | 13 | 43 | 45 | 0.956 | 1 957 | 1 961 | 0.998 |
| 9.   | Nantes            | 25 | 22 | 8  | 14 | 31 | 45 | 0.689 | 1 678 | 1 773 | 0.946 |
| 10.  | Arago de Sète     | 25 | 22 | 7  | 15 | 36 | 50 | 0.720 | 1 882 | 1 970 | 0.955 |
| 11.  | Cannes            | 24 | 22 | 8  | 14 | 33 | 52 | 0.635 | 1 896 | 1 983 | 0.956 |
| 12.  | Narbonne          | 11 | 22 | 3  | 19 | 18 | 61 | 0.295 | 1 658 | 1 901 | 0.872 |

| Qualificata ai play-off scudetto | Qualificata ai play-off promozione (Ligue B) | Retrocessa in Ligue B |

### Play-off scudetto

#### Tabellone
|  | Quarti di finale | Quarti di finale  | Quarti di finale  | Quarti di finale | Quarti di finale |  |  | Semifinali | Semifinali        | Semifinali        | Semifinali        | Semifinali |  |  | Finale | Finale   | Finale |  |
|  |                  |                   |                   |                  |                  |  |  |            |                   |                   |                   |            |  |  |        |          |        |  |
|  | 1                | Chaumont          | Chaumont          | 3                | 3                |  |  |            |                   |                   |                   |            |  |  |        |          |        |  |
|  | 8                | Stade Poitevin    | Stade Poitevin    | 2                | 1                |  |  | 1          | Chaumont          | Chaumont          | 3                 | 3          |  |  |        |          |        |  |
|  | 4                | Paris             | Paris             | 0                | 2                |  |  | 5          | Gazélec Ajaccio   | Gazélec Ajaccio   | 0                 | 1          |  |  |        |          |        |  |
|  | 5                | Gazélec Ajaccio   | Gazélec Ajaccio   | 3                | 3                |  |  |            |                   |                   |                   |            |  |  | 1      | Chaumont | 3      |  |
|  | 2                | Montpellier       | 0                 | 3                | 2                |  |  |            |                   | 6                 | Spacer's Toulouse | 0          |  |  |        |          |        |  |
|  | 7                | Nice              | 3                 | 0                | 3                |  |  | 7          | Nice              | Nice              | 0                 | 2          |  |  |        |          |        |  |
|  | 3                | Tours             | Tours             | 1                | 2                |  |  | 6          | Spacer's Toulouse | Spacer's Toulouse | 3                 | 3          |  |  |        |          |        |  |
|  | 6                | Spacer's Toulouse | Spacer's Toulouse | 3                | 3                |  |  |            |                   |                   |                   |            |  |  |        |          |        |  |

#### Risultati
| Quarti di finale |                         |     |                                   |
|                  |                         |     |                                   |
| 05-04            | Chaumont-Stade Poitevin | 3-2 | 27-29, 25-20, 22-25, 25-21, 16-14 |
| 07-04            | Montpellier-Nice        | 0-3 | 23-25, 24-26, 20-25               |
| 04-04            | Tours-Spacer's Toulouse | 1-3 | 23-25, 19-25, 25-20, 18-25        |
| 08-04            | Paris-Gazélec Ajaccio   | 0-3 | 20-25, 21-25, 22-25               |

| 08-04 | Stade Poitevin-Chaumont | 1-3 | 18-25, 25-17, 12-25, 22-25        |
| 10-04 | Nice-Montpellier        | 0-3 | 17-25, 23-25, 21-25               |
| 07-04 | Spacer's Toulouse-Tours | 3-2 | 25-27, 21-25, 25-22, 25-22, 15-7  |
| 12-04 | Gazélec Ajaccio-Paris   | 3-2 | 25-19, 21-25, 25-23, 16-25, 15-11 |

| 14-04 | Montpellier-Nice | 2-3 | 22-25, 25-22, 25-19, 19-25, 9-15 |

| Semifinali |                          |     |                     |
|            |                          |     |                     |
| 22-04      | Chaumont-Gazélec Ajaccio | 3-0 | 25-23, 26-24, 25-23 |
| 21-04      | Spacer's Toulouse-Nice   | 3-0 | 25-17, 25-18, 25-22 |

| 26-04 | Gazélec Ajaccio-Chaumont | 1-3 | 18-25, 28-26, 21-25, 22-25        |
| 25-04 | Nice-Spacer's Toulouse   | 2-3 | 23-25, 25-18, 25-17, 22-25, 10-15 |

| Finale |                            |     |                     |
|        |                            |     |                     |
| 06-05  | Chaumont-Spacer's Toulouse | 3-0 | 25-16, 25-21, 27-25 |

## Verdetti
| Squadra           | Qualificazione           |
| ----------------- | ------------------------ |
| Chaumont          | Champions League 2017-18 |
| Spacer's Toulouse | Champions League 2017-18 |
| Montpellier       | Coppa CEV 2017-18        |
| Gazélec Ajaccio   | Coppa CEV 2017-18        |
| Tours             | Challenge Cup 2017-18    |
| Cannes            | Ligue B 2017-18          |
| Narbonne          | Ligue B 2017-18          |

## Premi individuali
| Premio                | Nome               | Squadra           |
| --------------------- | ------------------ | ----------------- |
| MVP                   | Davide Saitta      | Montpellier       |
| Miglior palleggiatore | Davide Saitta      | Montpellier       |
| Miglior opposto       | Bram Van den Dries | Spacer's Toulouse |
| Miglior schiacciatore | Nathan Wounembaina | Chaumont          |
| Miglior centrale      | Jasper Diefenbach  | Nantes            |
| Miglior libero        | Hubert Henno       | Tours             |
| Miglior allenatore    | Olivier Lecat      | Montpellier       |

## Statistiche
| Rendimento individuale | Rendimento individuale | Rendimento individuale | Rendimento individuale |
| Pos.                   | Nome                   | Punti                  | Squadra                |
| ---------------------- | ---------------------- | ---------------------- | ---------------------- |
| 1                      | Bram Van den Dries     | 522                    | Spacer's Toulouse      |
| 2                      | Hermans Egleskalns     | 512                    | Nice                   |
| 3                      | Marien Moreau          | 469                    | Arago de Sète          |
| 4                      | Jean Patry             | 446                    | Montpellier            |
| 5                      | Franco Paese           | 421                    | Paris                  |
| 6                      | Stéphen Boyer          | 396                    | Chaumont               |
| 7                      | David Konečný          | 394                    | Tours                  |
| 8                      | Robin Overbeeke        | 380                    | Nantes                 |
| 9                      | Andrij Djačkov         | 359                    | Montpellier            |
| 10                     | Nimir Abdel-Aziz       | 353                    | Stade Poitevin         |

| Attacchi vincenti | Attacchi vincenti  | Attacchi vincenti | Attacchi vincenti |
| Pos.              | Nome               | Punti             | Squadra           |
| ----------------- | ------------------ | ----------------- | ----------------- |
| 1                 | Bram Van den Dries | 466               | Spacer's Toulouse |
| 2                 | Hermans Egleskalns | 452               | Nice              |
| 3                 | Marien Moreau      | 406               | Arago de Sète     |
| 4                 | Jean Patry         | 385               | Montpellier       |
| 5                 | Franco Paese       | 361               | Paris             |
| 6                 | Stéphen Boyer      | 334               | Chaumont          |
| 7                 | David Konečný      | 323               | Tours             |
| 8                 | Robin Overbeeke    | 316               | Nantes            |
| 9                 | Lévi Cabral        | 310               | Tours             |
| 10                | Jovica Simovski    | 309               | Gazélec Ajaccio   |

| Muri vincenti | Muri vincenti     | Muri vincenti | Muri vincenti   |
| Pos.          | Nome              | Punti         | Squadra         |
| ------------- | ----------------- | ------------- | --------------- |
| 1             | Jasper Diefenbach | 82            | Nantes          |
| 2             | Gojko Ćuk         | 72            | Nice            |
| 2             | Brett Dailey      | 72            | Gazélec Ajaccio |
| 4             | Ardo Kreek        | 58            | Paris           |
| 5             | Thomas Koelewijn  | 55            | Montpellier     |
| 6             | André Radtke      | 54            | Montpellier     |
| 7             | Javier González   | 52            | Chaumont        |
| 8             | Franco Paese      | 49            | Paris           |
| 9             | Novica Bjelica    | 46            | Stade Poitevin  |
| 10            | Quentin Jouffroy  | 45            | Tours           |

| Battute vincenti | Battute vincenti   | Battute vincenti | Battute vincenti |
| Pos.             | Nome               | Punti            | Squadra          |
| ---------------- | ------------------ | ---------------- | ---------------- |
| 1                | David Konečný      | 53               | Tours            |
| 2                | Ivan Kolev         | 40               | Nice             |
| 3                | Nathan Wounembaina | 40               | Chaumont         |
| 4                | Hermans Egleskalns | 39               | Nice             |
| 5                | Javier González    | 52               | Chaumont         |
| 6                | Marien Moreau      | 38               | Arago de Sète    |
| 7                | Nimir Abdel-Aziz   | 37               | Stade Poitevin   |
| 8                | Jean Patry         | 33               | Montpellier      |
| 9                | Nuno Pinheiro      | 29               | Paris            |
| 10               | Stéphen Boyer      | 27               | Chaumont         |
| 10               | Robin Overbeeke    | 27               | Nantes           |

NB: I dati sono riferiti esclusivamente alla regular season.